# Matarnia
Matarnia (dříve také Meternia, kašubsky Matarniô, německy Mattern) je západní předměstská, převážně vesnická, čtvrť města Gdaňsk, která se přímo nenachází u Baltského moře. Matarnia je v Pomořském vojvodství v Polsku. Ve čtvrti se nachází Letiště Lecha Wałęsy Gdaňsk a také zde pramení Potok Oliwski (Jelitkowski) a Potok Strzyża.

## Další informace
Čtvrtí vede rychlostní silnice S6 a nachází se podél jižní části Trojměstského krajinného parku (Trójmiejski Park Krajobrazowy) a také železniční trať. Nacházejí se zde dva kostely (Kościół pw. Świętego Walentego a Kościół pw. Świętego Rafała Kalinowskiego).
Do čtvrti Matarnia patří místní části:
- Firoga
- Klukowo
- Rębiechowo
- Trzy Norty
- Zajączkowo
- Złota Karczma

## Galerie

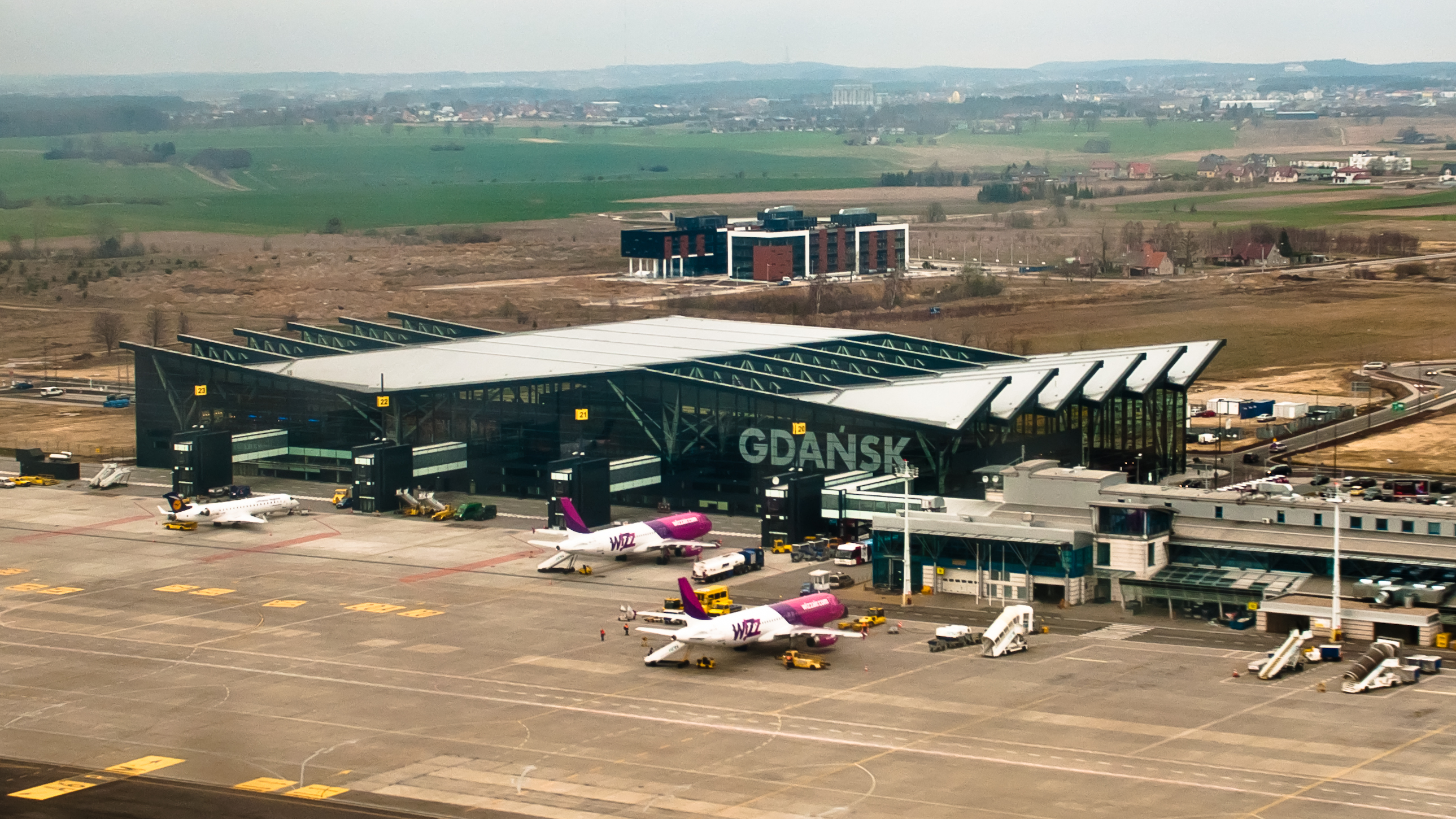
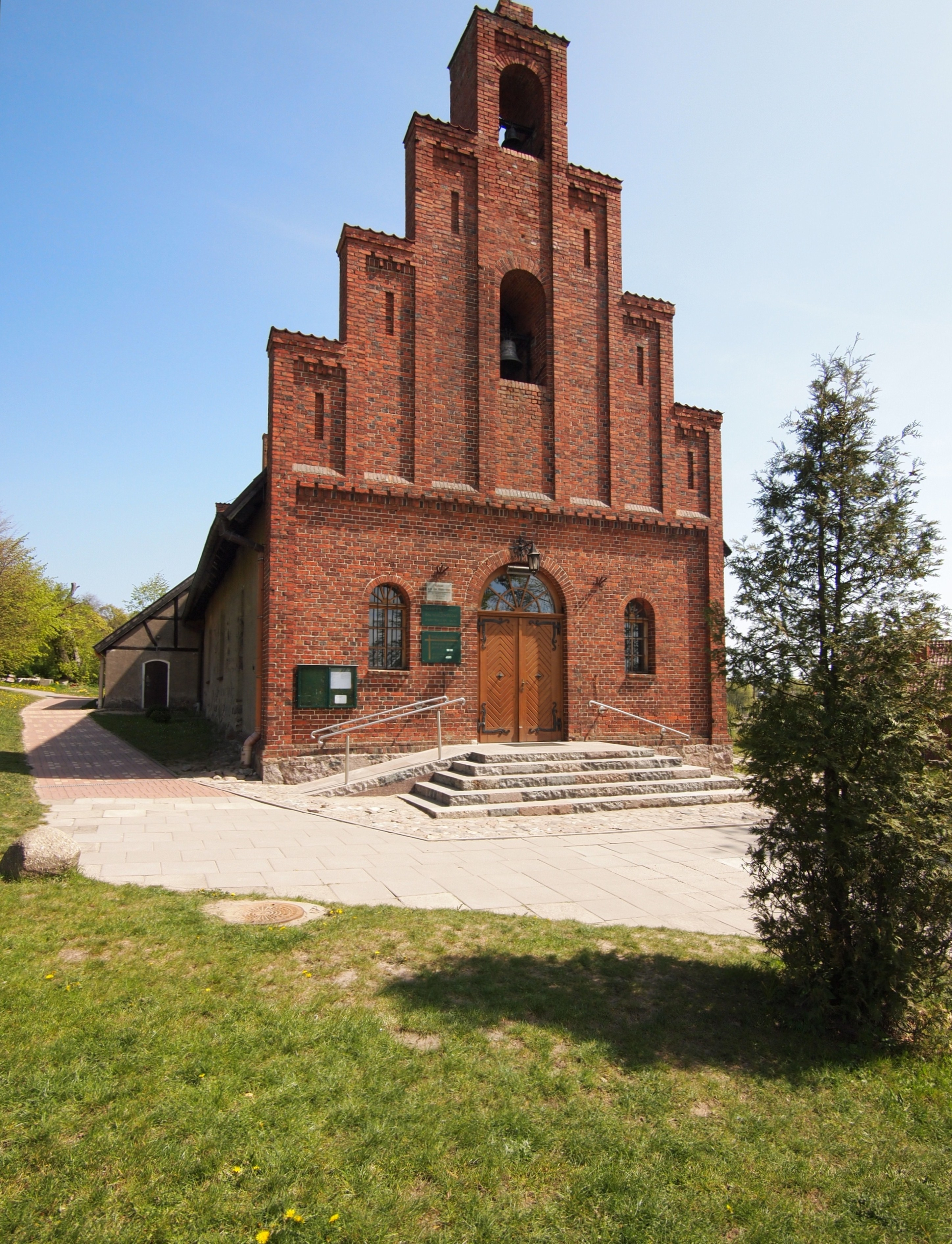